# 香港居民巴士NR914線
新界居民巴士路線NR914，由冠忠巴士營辦，來往加州花園及元朗(阜財街)，途經加州豪園及元朗站，是三條加州花園居民巴士路線之一。

## 歷史
1993年，加州花園入伙，此線投入服務，當時主要用車為錦繡標準色的ISUZU。
2003年，為配合西鐵綫元朗站啟用，此路線繞經青山公路及朗樂路，並增加元朗（東）巴士總站落客站。沙士後，轉用冠忠標準色的猛獅A51客車（配Spacestar車身）。
2005年，引入猛獅A51客車（配Aero車身，該3部猛獅A51已於2009年轉售嶼巴）。
2006年5月，冠利表示有意將收費由7元調至8元，並加密班次以及加入9架富豪B7R及2架SCANIA K310IB。後來，經加州花園業主會討論後，認為沒有這種的需要，將收費定於7.5元。因新大嶼山巴士急需車輛，全數行走此路線之猛獅A51客車從此路線上退役，部份售予新大嶼山巴士行走專營路線，改用富豪B7R客車，其中2輛塗上加州花園居民巴士色彩，另1輛保留冠忠標準色車隊塗裝。因加州花園總站曾進行改建工程，所以總站一度定於翠柏路。
由於此線車隊有時候到車廠進行例行檢查，所以經常會使用後備車。例子有：2007年派出錦綉花園的斯堪尼亞後備車（ND2760）行駛此路線。2010年中旬，派出配置歐盟5型的猛獅A91後備車（PH7175、PH7822、PH7891）行駛此路線。
傳聞曾經於2007年加入一部塗上加州花園居民巴士色彩的斯堪尼亞客車作試驗，但仍未確實。
此線班次為20分鐘一班，拖卡情況較為少見。主要出現的原因是元朗(阜財街)因轉彎位經常泊滿貨車而堵車。此時，車長將會通知公司控制室，視乎情況而派出後備車作支援，這種情況主要發生於中秋節等大型節日。
2012年2月，加州花園和加州豪園的業主立案法團一致建議將2個屋苑的巴士服務合併。
2012年3月1日，加州花園和加州豪園巴士服務正式合併，所有加州花園巴士必停加州豪園總站。同日起，開設特別班次「西鐵快線」，只停元朗站，因應原有香港居民巴士NR924線亦可供非居民乘搭，特別班次開放予公眾乘搭，以減少影響。
合併後，此路線曾因應居民意見而多次調整服務，最新版本於2013年3月1日起生效，其中「西鐵快線」取消，原有29座巴士用以加強繁忙時間服務，詳見下節。
2015年2月引入梅斯特斯平治OC500RF，新車不設尾窗，與同期投入服務的HR45線車輛相同。
根據加州豪園的管理公司通告，此路線的「西鐵快線」試行復辦。在試行期結束後仍然繼續營運。

## 服務時間及班次
最後更新：201305
| 由加州花園開出   | 由加州花園開出         |
| 開車時間（小時） | 開車時間（分鐘）       |
| 每日             | 每日                   |
| ---------------- | ---------------------- |
| 06               | 20、45                 |
| 07-08            | 05、15、25、35、45、55 |
| 09               | 05、15、25、45         |
| 10-14            | 05、25、45             |
| 15               | 05、25、35、45、55     |
| 16-19            | 05、15、25、35、45、55 |
| 20               | 05、15、25、45         |
| 21-23            | 05、25、45             |

| 由阜財街開出     | 由阜財街開出           |
| 開車時間（小時） | 開車時間（分鐘）       |
| 每日             | 每日                   |
| ---------------- | ---------------------- |
| 06               | 50                     |
| 07               | 10、30、40、50         |
| 08-09            | 00、10、20、30、40、50 |
| 10-15            | 10、30、50             |
| 16-20            | 00、10、20、30、40、50 |
| 21-23            | 10、30、50             |
| 00               | 10                     |

紅字班次以29座巴士行駛，可使用未登記的八達通卡。
| 路程     | 收費 |
| -------- | ---- |
| 全程收費 | $7.5 |

### 49座位班次
- 此等班次只限已登記的加州花園／加州豪園住戶乘搭，乘車時須以有效乘車票或已登記的八達通卡繳付車資（大小同價），恕不接受現金繳費。
- 持有效住戶証的居民可到會所辦事處（開放時間：09:00-18:00，否則需於會所櫃台辦理手續）辦理八達通加註居民身份登記手續，約於24小時後才可使用。非居民不可辦理手續；住戶亦可憑住戶証到會所或鐘樓以現金購買車票。

### 29座位班次
- 此等班次可供任何人士乘搭，乘車時須以有效乘車票或八達通卡繳付車資（大小同價），恕不接受現金繳費。

## 行車路線
途經：加州花園大道（市中心及爵仕段）、翠柏路、花園徑、翠柏路、加州花園大道（爵仕及偉仕段）、掉頭、加州花園大道（偉仕及市中心段）、加州豪園會所、青山公路－米埔段、青山公路－潭尾段、錦綉花園迴旋處、青山公路－潭尾段、青山公路－元朗段、朗日路、朗樂路、青山公路－元朗段、大棠路、阜財街、又新街、建樂街、鳳翔路、青山公路－元朗段、朗日路、元朗站（北）公共運輸交匯處、朗日路、青山公路－元朗段、青山公路－潭尾段、錦綉花園迴旋處、青山公路－潭尾段、青山公路－米埔段、加州花園大道（市中心及爵仕段）、翠柏路、花園徑、翠柏路、加州花園大道（爵仕及偉仕段）、掉頭及加州花園大道（偉仕及市中心段）
| 居民巴士NR914線（加州花園↺元朗（阜財街）） | 居民巴士NR914線（加州花園↺元朗（阜財街）） | 居民巴士NR914線（加州花園↺元朗（阜財街）） | 居民巴士NR914線（加州花園↺元朗（阜財街）） | 居民巴士NR914線（加州花園↺元朗（阜財街））   |
| 序號                                       | 地區                                       | 街道                                       | 車站名稱                                   | 備註                                         |
| ------------------------------------------ | ------------------------------------------ | ------------------------------------------ | ------------------------------------------ | -------------------------------------------- |
| 1                                          | 加州花園                                   |                                            | 加州花園總站                               | 停泊約出口位置                               |
| 2                                          | 加州花園                                   | 花園徑                                     | 海棠徑                                     | 29座巴士不停此站，49座大巴晚上九時後不停此站 |
| 3                                          | 加州花園                                   | 花園徑                                     | 柳樹徑                                     | 29座巴士不停此站，49座大巴晚上九時後不停此站 |
| 4                                          | 加州花園                                   | 加州花園大道（爵仕段）                     | 翠柏路                                     |                                              |
| 5                                          | 加州花園                                   | 加州花園大道（爵仕段）                     | 加州花園會所                               |                                              |
| 6                                          | 加州花園                                   | 加州花園大道（偉仕段）                     | 翠松路                                     |                                              |
| 7                                          | 加州花園                                   | 加州花園大道（偉仕段）                     | 加州花園垃圾收集站                         |                                              |
| 8                                          | 加州花園                                   | 加州花園大道（偉仕段）                     | 和生圍                                     |                                              |
| 9                                          | 加州花園                                   | 加州花園大道（市中心段）                   | 加州花園總站                               |                                              |
| ＃                                         | 加州花園                                   | 加州花園大道（市中心段）                   | 加州花園鐘樓                               | 只限07:00及17:15班次停靠供保安員上落         |
| 10                                         | 加州豪園                                   | 加州花園大道                               | 加州豪園                                   |                                              |
| 青山公路－潭尾段、紅毛橋、青山公路－元朗段 |                                            |                                            |                                            |                                              |
| 11                                         | 元朗市                                     | 朗樂路                                     | 元朗（東）                                 |                                              |
| 12                                         | 元朗市                                     | 阜財街                                     | 元朗（阜財街）                             | 循環線折返點                                 |
| 13                                         | 元朗市                                     |                                            | 元朗站                                     |                                              |
| 青山公路－元朗段、紅毛橋、青山公路－潭尾段 |                                            |                                            |                                            |                                              |
| 14                                         | 加州豪園                                   | 加州花園大道                               | 加州豪園                                   |                                              |
| 15                                         | 加州花園                                   | 加州花園大道（市中心段）                   | 加州花園總站                               | 總站外                                       |
| 16                                         | 加州花園                                   | 花園徑                                     | 海棠徑                                     | 29座巴士不停此站，49座大巴晚上九時後不停此站 |
| 17                                         | 加州花園                                   | 花園徑                                     | 柳樹徑                                     | 29座巴士不停此站，49座大巴晚上九時後不停此站 |
| 18                                         | 加州花園                                   | 加州花園大道（爵仕段）                     | 翠柏路                                     |                                              |
| 19                                         | 加州花園                                   | 加州花園大道（爵仕段）                     | 加州花園會所                               |                                              |
| 20                                         | 加州花園                                   | 加州花園大道（偉仕段）                     | 翠松路                                     |                                              |
| 21                                         | 加州花園                                   | 加州花園大道（偉仕段）                     | 加州花園垃圾收集站                         |                                              |
| 22                                         | 加州花園                                   | 加州花園大道（偉仕段）                     | 和生圍                                     |                                              |
| 23                                         | 加州花園                                   |                                            | 加州花園總站                               | 停泊約入口位置                               |

## 相關事件
- 2013年9月28日：早上十時許，一輛往元朗（阜財街）方向的巴士在元朗大棠路左轉彎入阜財街時撞倒一名女途人，受傷送院。[1]

## 外部連結
- 運輸署官方居民巴士路線資料：NR914線
- 置峰地產：加州花園-專巴時候表[永久]